# جیمی بیکر (تنیس‌باز)
 جیمی بیکر (انگلیسی: Jamie Baker؛ زاده ۵ اوت ۱۹۸۶) یک تنیس‌باز اهل بریتانیا است. 